# 华商日报
《華商日報》是柬埔寨的一份中文報紙，由方侨生於1993年12月17日創立。

## 歷史
民主柬埔寨時期，柬埔寨所有報刊都被查封。柬越战争後，柬埔寨陷入內戰，內戰期間只新成立了四份報刊。1991年聯合國成立柬埔寨过渡时期联合国权力机构，監督1993年柬埔寨大選以結束內戰。隨著柬埔寨政治環境漸趨穩定，之前離柬的柬埔寨華人和華商也逐漸返回，當地華人社區有著資訊需求。方侨生察覺到這個尋求，找了七位媒體人創辦《華商日報》，報社當時從泰國買了名為「齊天大聖」的排版軟件，僱傭柬埔寨當地女性學習中文输入法。印刷設備則由方侨生從海外印刷公司購入，主要是淘汰的舊設備。創刊日為1993年12月17日，是柬埔寨結束內戰後第一份中文報紙，辦報宗旨為「宣扬中华文化，促进工商交流，服务华侨华人，推动柬中友好」。報社首任社長由方侨生夫人擔任。
報刊直到1996年才自負盈虧，報刊的讀者以在柬華商為主。報刊初期只有4版，每兩日出版，後增加到8版，變成日報。除週日休刊外，週一到六均出刊，發行量約3000份。如今日常報紙篇幅有12版，分別是頭版、本地版、僑情版、康樂版、文摘版、娛樂版、本地風采版和廣告版等。學生上課日逢週四有新增6版的「華校園地」，週五不定期有時尚版。其中體育版和康樂版稿件與中新社合作，僑情版和養生版稿件與《南方日報》合作。由於柬埔寨高校沒有新聞專業，所以報刊記者都由報社自己培訓，或者從中國大陸聘請相關專業人才。2013年8月，報社與暨南大学新闻与传播学院展開長期合作，提供实习機會。報道大多是翻譯柬埔寨當地的英文和高棉文報紙內容，日報無新聞採編守則，不過主編有要求「好看」、「貼近百姓」。同時由於稿件以翻譯已經發佈的新聞為主，所以日報不太重視事實查核，主編核稿時遇到有矛盾的內容，通常選擇直接刪除。
2013年5月，《華商日報》成為首個開設微信公眾號的柬埔寨媒體。公眾號由報刊的新媒體團隊負責營運，成員並非來自報刊的舊員工，而是由新入職的大學生擔任。公眾號發展迅速，關注人數超過了報紙訂閱人數數倍，新媒體團隊與報紙團隊開始因為內容發佈，營運方式和廣告分成問題發生衝突。最後新媒體團隊負責人離職，並拒絕協助將公眾號升級辦理為企業公眾號，該賬號被棄用。2015年春節前後，新負責人註冊新微信公眾號「華商傳媒」。由於微信無法認證柬埔寨的營業執照，所以報社找了一個中國大陸企業借用其營業執照，2015年11月11日，報社的企業公眾號成功開設，名稱沿用「華商傳媒」。同年新媒體團隊投入3000美元，耗時三個月為報社製作新聞網站和手機應用程序，兩者於10月發佈。
2014年3月，南方日报海外版与《华商日报》携手，登陆柬埔寨。2019年，《廣西日報》與《华商日报》合作，在柬埔寨金邊建設「广西云·东盟（柬埔寨）国际传播联络站」。同年11月18日，《華商日報》與《柬中時報》合併成立柬中文媒体集团，阮志强出任集團總經理。2022年7月，《華商日報》在西哈努克省設立分社。
目前華商日報为全球商報聯盟成员，世界華文媒體合作聯盟成员。